# Gyllenkind
Gyllenkind (Pachycare flavogriseum) är en fågel i familjen taggnäbbar inom ordningen tättingar.

## Utseende och läte
Gyllenkind är en liten bjärt färgad fågel, med lysande gult på undersidan, i ansiktet och på pannan. Ovansidan är grå, liksom hjässan, den senare kantad i svart som vidgar sig mot nacken så att det formar ett brutet halsband. Vissa vingfjädrar har tydliga vita spetsar som möts i två linjer nerför ryggen. Bland lätena hörs eplosiva "whip!” eller upprepade "chikki-chewitt!".

## Utbredning och systematik
Gyllenkind är endemisk för Nya Guinea. Den placeras som enda art i släktet Pachycare och delas här in i fyra underarter med följande utbredning:
- Pachycare flavogriseum flavogriseum – västra Nya Guinea (i bergen Vogelkop och Wandammen)
- Pachycare flavogriseum subaurantium – bergstrakter på centrala Nya Guinea
- Pachycare flavogriseum randi – Taritatufloden i Sudirmanbergen
- Pachycare flavogriseum subpallidum – Herzogbergen och bergsområden på sydöstra Nya Guinea

Underarten randi inkluderas ofta i nominatformen.

### Familjetillhörighet
Tidigare placerades gyllenkind i familjen visslare, men genetiska studier visar att den är systerart till ormbunksmygen i familjen taggnäbbar (Acanthizidae). Dessa båda utgör en systergrupp med resten av familjen.

## Status och hot
Arten har ett stort utbredningsområde, men tros minska i antal, dock inte tillräckligt kraftigt för att den ska betraktas som hotad. Internationella naturvårdsunionen IUCN listar arten som livskraftig (LC).

## Namn
På svenska har arten tidigare kallats dvärgvisslare. 